# CA Rosário Central (Sergipe)
CA Rosário Central is een Braziliaanse voetbalclub uit Rosário do Catete in de staat Sergipe.

## Geschiedenis
De club werd opgericht in 2016 en werd vernoemd naar de bekende Argentijnse club CA Rosario Central. De clubkleuren en logo werden ongeveer overgenomen. De club begon in de Série A2 van het Campeonato Sergipano. De club kon zich tot dusver nog niet voor de tweede ronde plaatsen.